# Proštinai lázadás
A proštinai lázadás egy parasztlázadás volt az akkori Olasz Királysághoz tartozó Isztria területén a fasiszta kormány ellen. A lázadás 1921. február elején kezdődött, és 1921. április 5-én elfojtották. Szinte ugyanebben az időben zajlott le a szomszédos Albonai Köztársaság néven ismert Labin (Albona) régióban a bányászfelkelés.Ez volt az egyik első antifasiszta felkelés Európában.

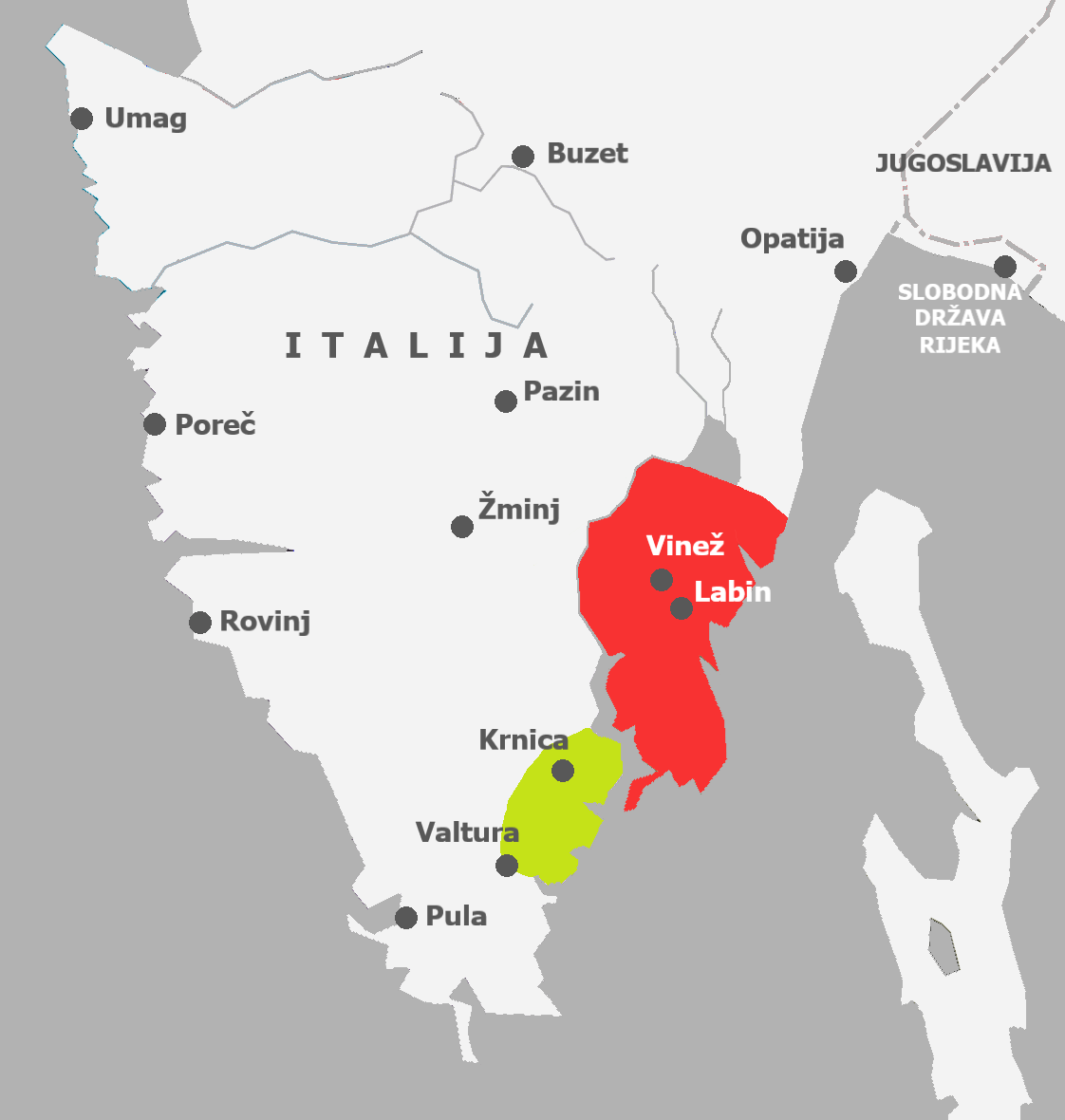
A lázadás területe (zölddel), az Albonai Köztársaság területe (pirossal) az Isztriai-félsziget térképén

## Előzmények
1915. május 24-én Olaszország – korábbi szövetségeseit számításból elárulva – az antant oldalán lépett be a háborúba, Benito Mussolini pedig, hogy el ne veszítse hitelét, katonai szolgálatra jelentkezett. 1915 és 1917 között szolgált, végül súlyos sebesüléssel szerelt le. Mussolini programja: nemzeti egység, igazságosabb elosztáson alapuló nemzeti „szocializmus”, produktivitás, dinamikus tőkés fejlődés 1918 végére körvonalazódott. A tőkéscsoportok felismerték mindennek jelentőségét, és azonnal az „olasz nép” mögé álltak. 1920. január 14-én a szövetségesek jóváhagyásával Fiumét és az Adrián egy tengerparti sávot, köztük az Isztriai-félsziget területét átengedték Olaszországnak. 1921-ben Mussolini a fenyegető szocializmusra és a fasiszták fontos rendfenntartó szerepére hivatkozva belépett a többségében polgári pártokat tömörítő Nemzeti Blokkba. Ekkor már rengeteg híve volt: fascióiban vagy 200-250 ezer ember tömörült. A közelgő választások kampányidőszakában a squadrák rászabadultak a nagyobb városokra, ahol példátlan, 105 halálos áldozatot követelő erőszakhullámot indítottak a szocialisták ellen.

## Története
A lakosság megfélemlítése érdekében fasiszta osztagok hatoltak be az isztriai falvakba is. Az első ilyen jellegű behatolást Krnica és Proština felé 1921. február 2-ról 3-ra virradó éjszaka hajtották végre, a másodikat március közepén, a harmadikat pedig ugyanezen év április elején. A helyi parasztok ezért úgy döntöttek, hogy szervezett ellenállást tanúsítanak. Az ellenállás fő szervezője Ante Čiliga volt, aki az ottani kommunistákkal együtt pártszervezetet alapított Proštinában. Ante Čiliga egy fiatal kommunista diák volt, aki Prágából visszatérve szülőfalujába, Šegotićibe, megpróbálta kiterjeszteni a kommunista szervezetek tevékenységét Dél-Isztria területére, ahol számos erőszakos fasiszta betörésnek volt tanúja. 
Miután a fasiszták 1921 februárjának első napjaiban Krnicában több embert is letartóztattak, és sikertelenül keresték az ifjú Čiligát, azzal fenyegetőzve, hogy felgyújtják a šegotići szülői házat, ha nem hagyja el a környéket, Čiliga és a helyi kommunisták a proštinai parasztokkal egyetértésben úgy döntöttek, hogy fegyveres ellenállást tanúsítanak, és védelmet szerveznek a fasiszta „büntető akciók” ellen. Hozzájuk csatlakoztak a tágabb környékről érkezők kommunisták és antifasiszták, így létrejött az ún. „Dél-isztriai Antifasiszta Front”. Szolidáris volt a proštinai antifasisztákkal az antifasiszta beállítottságú kavrani olasz katonák egy része is. Így 1921. február elején fegyveres őrséget szerveztek és helyeztek el a falu stratégiai pontjain, és bizonyos bekötőutakat is lezártak, annak érdekében, hogy megakadályozzák a fasiszták áthaladását. Az antifasiszták, valamint a harcosokat a fasiszta betörések elleni védekezésben támogató helyi lakosság fontos találkozóhelye volt a „na Križu” nevű ház és fogadó. 
A lázadók több alkalommal írásban hangsúlyozták a helyi hatóságoknak és a carabinieriknek, hogy akciójuk nem államellenes felkelés, hanem csak a fasiszta terror elleni (ön)védelmi akció. A proštinai lázadás ideje alatt több fegyveres konfliktus is volt a szemben álló felek között. Egy ilyen 1921. április eleji konfliktus során a proštinai lázadóknak sikerült elfogniuk két fasisztát, míg a többi fasiszta visszahúzódott Marčanába és Krnicába, és túszul magával vitte Ivan Macuka fogadóst, akit a proštinai lázadók végül kiszabadítottak. Ezen események után a reguláris hadsereg és a rendőrség mintegy 400 fős egysége, valamint a fasiszta századok mintegy 100 fős egysége 1921. április 5-én betört Proština falvaiba, és megtörték az ottani mintegy háromszáz rosszul felfegyverzett paraszt ellenállását. A fasiszták felgyújtották Šegotići falut és más falvakban is több házat felgyújtottak, miközben a katonák és a rendőrök nem avatkoztak be a gyújtogatásokba.

## Következmények
A proštinai lázadás mintegy 400 résztvevőjét letartóztatták és Pólába, előzetes letartóztatásba vitték. A fasiszták és katonák útközben rosszul bántak a letartóztatott antifasisztákkal, megverték őket és a verések következtében többen meghaltak. Az antifasisztákat fokozatosan kiengedték a börtönből, majd később, a szélesebb körű politikai amnesztiával mindenkit szabadon engedtek.
A proštinai felkelés az egyik első, ha nem az első szervezett antifasiszta ellenállás volt ezeken a területeken, de azon túl is. Egy hónappal a proštinai lázadás kitörése után Labin térségében bányászlázadás tört ki, amely hamarosan szimbolikusan kikiáltotta az Albonai Köztársaságot. Így 1921 első felében Délkelet-Isztria vált az antifasiszta harc gócpontjává. Mindkét esemény erősen jelzi az antifasiszta mozgalom és antifasiszta gondolkodás továbbfejlődését a régióban, és fontos precedenst teremtett az antifasiszta ellenállásban. Sok proštinai ember vesz majd részt később a Népi Felszabadítási Harcban, támogatva az első KPH/KPJ aktivistákat, akik 1941 végén, húsz évvel a proštinai felkelés után érkeztek Isztriába, hogy egy új – de erősebb és határozottabb – ellenállási mozgalom keretében új antifasiszta harcot szervezzenek.

## Fordítás
- Ez a szócikk részben vagy egészben  a   Proština rebellion című angol Wikipédia-szócikk ezen változatának fordításán alapul.  Az eredeti cikk szerkesztőit annak laptörténete sorolja fel. Ez a jelzés csupán a megfogalmazás eredetét és a szerzői jogokat jelzi, nem szolgál a cikkben szereplő információk forrásmegjelöléseként.